# 佳明集團
佳明集團控股有限公司，簡稱佳明集團控股，以及佳明集團（英語：Grand Ming Group Holdings Limited，港交所：1271），於1995年由創辦人劉志華，以及陳孔明（主席）等人成立，名為「佳盛建築有限公司」。現於香港上市，編號1271，市值約為30多億。
後在2006年成立為「偉豐置業有限公司」，經營本港房地產業務。而「佳盛建築」則經營香港從事樓宇建設工程及樓宇改建及改動工程，2007年，經營本港高端數據中心物業租賃服務。
建築業務: 佳明是本港多間大型地產發展商的主建築承建商。曾完成多項優質住宅及商業項目，包括「深灣9號」、「九肚山峰」、「嘉悅」、「維港峰」及淺水灣商場「The Pulse」等。
物業投資:集團於2007年開始數據中心租賃,持有荃灣itech Tower 1 和葵涌itech Tower 2,面積各為18.9萬尺和11.0萬尺.另外持有漆咸道南39號地下/1樓，以及18/19/22樓3層寫字樓，總樓面5.3萬尺
物業發展: 2017年9月向越秀地產（00123）購入何文田太子道西279號全幢住宅,作價8.2億。已經出售大部分單位，套現12.4億。2016年投得青衣市地段第190號住宅地皮(現稱明翹匯)，每方呎地價約1,981元。2019年11月推出預售，11月1日沽清首輪376伙，套現23億。
總部位於香港九龍尖沙嘴漆咸道南39號鐵路大廈18.19.22樓(集團總公司設於22樓)。
該股份在2013年8月9日，於港交所主板上市。招股價為1.1港元，發行新股為1億股，主要集資額為1.5億港元。據了解，當中65%用作興建第二座數據中心大樓，24.5%作發展新建築項目，其餘為日常營運開支及銷售推廣費用。。
2016年5月31日，集團子公司龍峰發展有限公司，以9.39億元，成功投得青衣市地段第190號住宅地皮。
2020年7月，集團分別以1.68億及1.88億元，購入粉嶺安居街3號地皮及粉嶺安福街7號地皮，計劃興建2座數據中心作租賃用途。同年11月，集團以1.4億元，向理想集團購入粉嶺聯發街1號前粉嶺戲院地盤，將會重建1座16層高商住項目。
2021年9月，集團以3.2億元，購入土瓜灣炮仗街41、43及45號地盤，將會興建一幢低層設有商舖的住宅大樓。
2023年1月，集團以1.9億元，購入北角堡壘街66號及建華街57號地盤。

## 物業
- 何文田明寓
- 青衣明翹匯
- 土瓜灣明雋
- 尖沙嘴鐵路大廈地下連地庫、及一樓之商舖及18、19 及 22 樓，連同商舖面積，合計總樓面面積約6.29萬方呎

## 連結
- Grandming.com.hk （页面存档备份，存于）